# Sarcotheca ferruginea
Sarcotheca ferruginea är en harsyreväxtart som beskrevs av Merrill. Sarcotheca ferruginea ingår i släktet Sarcotheca och familjen harsyreväxter. Inga underarter finns listade i Catalogue of Life.